# キュー (ニューサウスウェールズ州)
キュー（Kew）は、オーストラリアのニューサウスウェールズ州にある町。人口は1,089人（2016年）。ポートマッコリーの33km南に位置している。

## 地理
キューはナンシーバードウォルトンドライブ（旧パシフィックハイウェイ）とオーシャンドライブが交差するところにに位置している。
キューには、観光案内所、パブ、郵便局、小さな警察署、モーテル、ロードハウス、雑貨店がある。
高速道路のこのあたりでの交通渋滞は、クーパーヌークからヘロンズクリークでの高速道路のアップグレードの一環として、タウンシップから東方にキューまでの新しい四車線バイパスの建設をもたらした。建設工事は2007年11月から2009年11月にかけて行われた。
この地区で最大の学校である、カムデンヘブン高校はlは、キューからオーシャンドライブを東へ2kmのところにある。
キューはビッグ・シングスの本場である。
キュー・ボーリング・クラブは、ナンシーバードウォルトンドライブの信号から西へ100mのカムデンヘブンゴルフコースに位置している。
キューには、パシフィックハイウェイ沿いに西に2km離れたノースコースト線のケンダル駅で毎日数本の普通列車と3本のニューサウスウェールズトレインリンクのXPTが運行している。

## 出身者
ナンシー・バード・ウォルトン(1915~2009)飛行士